# Гинько, Елена Валерьевна
Елена Валерьевна Гинько (род. 30 июля 1976 года в Гомеле, Белорусская ССР) — белорусская легкоатлетка, выступающая в спортивной ходьбе.

## Достижения
- Рекордсменка мира в ходьбе на 50 км.
- Олимпийские игры 2004 — 9-е место
- Чемпионат мира-2005 — 13-е место
- Кубок мира-2006 — 8-е место
- Призер Кубка мира-2006 в команде

## Результаты
| Год  | Турнир                 | Место проведения | Результат | Дисциплина |
| ---- | ---------------------- | ---------------- | --------- | ---------- |
| 2002 | Чемпионат Европы       | Мюнхен           | DSQ       | 20 км      |
| 2004 | Олимпийские игры       | Афины            | 9         | 20 км      |
| 2005 | Чемпионат мира         | Хельсинки        | 13        | 20 км      |
| 2006 | World Race Walking Cup | Ла-Корунья       | 8         | 20 км      |
| 2007 | Чемпионат мира         | Осака            | 16        | 20 км      |
| 2008 | World Race Walking Cup | Чебоксары        | 9         | 20 км      |